# Hypsugo pulveratus
Hypsugo pulveratus és una espècie de ratpenat que es troba a Laos, Xina, Tailàndia i el Vietnam.